# Sabina von Walther
Sabina von Walther (geboren in Rom) ist eine italienische Opernsängerin (Sopran).

## Leben
Zuerst studierte sie Querflöte am Konservatorium von Bozen. Das Gesangsstudium absolvierte sie an der Universität für Musik und darstellende Kunst Wien u. a. bei Helena Łazarska und Walter Berry. Es folgten Meisterkurse bei Leone Magiera, Brigitte Fassbaender, Kurt Widmer und Dietrich Fischer-Dieskau. Die Künstlerin gab ihr Operndebüt in Bregenz als Contessa di Almaviva in Die Hochzeit des Figaro, wo sie auch als Donna Anna in Don Giovanni auftrat. Es folgten Engagements an der Jungen Oper Wien, am Festspielhaus St. Pölten, am Landestheater Innsbruck und am Opernhaus Zürich. 2002/2003 war sie Ensemblemitglied am Staatstheater Nürnberg. Sabina Walther debütierte 2005 an der Mailänder Scala als Asterio in L’Europa riconosciuta. Im gleichen Jahr gastierte sie an der Bayerischen Staatsoper.
Am 27. Dezember 2012 interpretierte die Sopranistin mit großem Erfolg bei Publikum und Presse die Rolle der Contessa in Le Nozze di Figaro bei der Eröffnung des Neuen Festspielhauses in Erl, Leitung Gustav Kuhn. Im Juni 2013 sang sie für Papst Franziskus I in der Sala Nervi in Rom die 9. Symphonie von Beethoven mit dem Orchestra Sinfonica Nazionale della Rai di Torino unter der Leitung von Juraj Valčuha. Neben ihrer Bühnenpräsenz ist Sabina von Walther noch als Lied-, Oratorien- und Konzertsängerin tätig. Zu ihrem Repertoire gehören Werke von Mozart, Haydn, Händel, Mahler etc.
Die Künstlerin arbeitet(e) mit den großen Dirigenten ihrer Zeit zusammen u. a. mit Riccardo Muti, Ádám Fischer, Gustav Kuhn, Dennis Russell Davies, Christoph Eberle sowie Howard Arman, Raffael Frühbeck de Burgos, Hartmut Hähnchen, Adam Fischer und Lothar Zagrosek.

## Repertoire (Auswahl)
- Gräfin (Die Hochzeit des Figaro)
- Pamina (Die Zauberflöte)
- Eurydike (Orpheus und Eurydike)
- Annina (Eine Nacht in Venedig)
- Fiordigli (Così fan tutte)
- Micaela (Carmen)
- Gilda (Rigoletto)
- Poppea (Die Krönung der Poppea)
- Liù (Turandot)
- Lisa (Das Land des Lächelns)
- Elvira (Don Giovanni)
- Donna Anna (Don Giovanni)
- Blanche (Dialogues des Carmélites)
- Alzira (Alzira)
- Freia (Das Rheingold)
- Chrysothemis (Elektra)

## Auszeichnungen
- 1993 1. Preis und Erik-Werba-Gedächtnispreis beim Gesangswettbewerb Jugend musiziert
- 1997 Förderpreis Internationaler Wettbewerb „Franz Schubert und die Musik der Moderne“ (Graz)
- 1997 3. Preis Internationaler Wettbewerb Das Schubert-Lied (Wien)
- 2005 Bayerischer Kunstförderpreis (München)